# Rövidfejű medve
A rövidfejű medvék a medvefélék családjának egy mára kihalt, Amerikában élt nemét (Arctodus) alkották. A nem Észak-Amerika legnagyobb termetű szárazföldi ragadozóit adta a pleisztocén során. Az utolsó jégkorszak végével tűntek el, mintegy 10 000 évvel ezelőtt.
Nevüket onnan kapták, hogy a mai medvékkel ellentétben szokatlanul rövid fejük volt, mint a kutyák között a buldognak, ezért „buldogmedvének” is szokták nevezni. Használatos — ez lehetséges  a média szenzációs tálalása okán — a terrormedve megnevezés is. 

## Testfelépítésük
A rövidfejű medvék közül az Észak-Amerikában élt óriás rövidfejű medve nőtt a legnagyobbra: marmagassága 1,5–1,8 méter volt, a hátsó lábain állva feje 3,4 méter magasságba került, így mancsaival a 4,3 métert is elérte (vagyis könnyen felnyúlhatott volna a kosárlabdapalánkon levő kosár gyűrűjéig). Így hosszméretei alapján mintegy fél méterrel hosszabb volt, mint a ma élő barnamedve. Azonban a barna medvékkel ellentétben ők sokkal karcsúbbak voltak, a nyakuk rövidebb, a lábaik pedig hosszabbak voltak: így a 600–957 kg-os becsült tömegükkel nem voltak sokkal nehezebbek náluk. Mindenesetre félelmetes látványt nyújthattak. A mai medvékhez hasonlóan a hímek mintegy 20%-kal voltak nagyobbak, mint a nőstények.

## Életmódjuk
A rövidfejű medvék Amerika nyílt térségein éltek: Észak-Amerikában a tundráktól a prérikig, Dél-Amerikában pedig a pampákon, ahol a mai (mindenevő) medvékkel ellentétben inkább a különböző, közepes termetű sztyeppei növényevőkre (lovak, tevék) vadásztak, de a dögöt sem vetették meg. Legalábbis erőteljes állkapcsaikból erre következtetni. Az újabb kutatások feltételezik, hogy gyakran vehette el a más ragadozók (kardfogú tigrisek, óriásfarkasok) által már frissen elejtett zsákmányokat. A mai medvék viselkedése alapján az is feltételezhető, hogy inkább magányosan éltek (a nőstények a bocsaikkal).

## Fajok
- Arctodus nem 
 A nemnek öt kihalt faja ismert, az első kettő Észak-Amerikában, az utolsó három Dél-Amerikában élt:
  - Arctodus simus (óriás rövidfejű medve) 
 Ő adta az Arctodus nem legnagyobb példányait. Inkább Észak-Amerika nyugati felén éltek. Csontjaikat barlangokban is megtalálták és egyes példányokon különféle betegségek nyomait mutatták ki. Erőteljes ragadozó lehetett, feltehetően pézsmatulkokra, rénszarvasokra, lovakra és földi lajhárokra vadászhatott. Két alfaját különböztetik meg:
    - Arctodus simus yukonensis 
 Maradványaikat a mai Alaszka, Yukon és Nebraska államok területén találták meg.
    - Arctodus simus simus 
 Példányait Kaliforniában, a La Brea kátránytóban találták meg. Valamivel kisebbre nőttek, mint az Arctodus simus yukonensis alfaj példányai.

  - Arctodus pristinus (rövidfejű medve) 
 Szintén Észak-Amerikában élt, de inkább a keleti területeken. Valamivel kisebbre nőtt, fogai is kisebbek voltak és a feje is hosszabb volt, mint az Arctodus simus-nak. Egyesek kifejezettebb mindenevő jellegeik miatt az Arctodus simus ősének tekintik.
  - Arctodus bonariensis (Buenos Aires-i medve) 
 Hatalmas szemfogairól ismert.
  - Arctodus pamparus (pampai medve) 
 Hasonlított az Arctodus bonariensis-ra, de kisebb fogai voltak.
  - Arctodus brasiliensis (brazil medve) 
 Ők adták nemük legkisebb faját.

## Evolúciójuk
A medvefélék Tremarctinae alcsaládja az Újvilágban alakult ki, feltehetően az Ursavus nemből, amelynek fajai Európában éltek a korai és középső miocénben (kb. 22-15 millió évvel ezelőtt). A Tremarctinae alcsalád első képviselői a pliocén során jelentek meg, mintegy 5-2 millió évvel ezelőtt a mai Texas területén (Plionarctos). Feltehetően ez volt a Tremarctos és Arctodus nemek közös őse. Az utóbbi nem korai történetéről keveset tudni, fajai mintegy 800 000 évvel ezelőtt élték virágkorukat. Az Ursinae alcsalád óvilági eredetű: képviselői ez egykori Beringián keresztül vándoroltak be Amerikába, mintegy 200-130 000 évvel ezelőtt.

## Kihalásuk
Kihalásuk minden bizonnyal összefüggött Amerika nagy testű növényevőinek eltűnésével, amely nem sokkal a mai indiánok őseinek Amerikába érkezését követően következett be (erről bővebben: pleisztocén megafauna). Az új, zömmel kisebb testű és fürgébb növényevőkből álló faunához a főleg mindenevő amerikai fekete és barna medvék feltehetően jobban tudtak alkalmazkodni, így a rövidfejű medvék a fajok túlélésért vívott versenyében alulmaradtak. Legközelebbi élő rokonaik a Dél-Amerikában élő pápaszemes medvék.